# Cathedral Tower Cuyahoga
Der Cathedral Tower Cuyahoga ist ein unvollendeter Fernsehturm in Cuyahoga Falls im US-Bundesstaat Ohio. Er sollte der Verbreitung religiöser Fernsehprogramme dienen und eine Gesamthöhe von 228,6 Metern haben. Im Turmkorb sollten neben einem Fernsehstudio auch ein Turmrestaurant untergebracht sein. Mit dem Bau des Turmes wurde am 10. Oktober 1971 begonnen. Der Turm erreichte eine Höhe von 150,6 m (494 ft), bevor dem Bauherrn Rex Humbard das Geld ausging. Der Cathedral Tower Cuyahoga dient heute als Mobilfunkturm.